# Совки (насекомые)
Со́вки, или ночни́цы (лат. Noctuidae), — крупное семейство чешуекрылых. Встречаются повсеместно, во всех природных зонах. В мировой фауне насчитывается около 1089 родов и 11 772 вида (а с учётом 24 000 видов из выделенного в отдельное семейство Erebidae — свыше 35 000 видов).
Noctuidae считаются самым таксономически противоречивым семейством в надсемействе совкообразных (Noctuoidea), поскольку многие клады постоянно пересматриваются энтомологами, как и другие семейства Noctuoidea. Долгое время это семейство считалось самым большим в отряде Lepidoptera, но после перегруппировки Lymantriinae, Catocalinae и Calpinae в семейство Erebidae, последнее теперь носит это звание. В настоящее время Noctuidae — второе по величине семейство в Noctuoidea.

## Распространение
Встречаются повсеместно, во всех природных зонах — от арктических пустынь и тундр до аридных пустынь и высокогорий. Наиболее крупное семейство чешуекрылых. В мировой фауне (Noctuidae + Erebidae) насчитывается свыше 35 000 видов. В Палеарктике около 10 000, в фауне России около 2000 видов. В Европе от 1450 до 1800 видов в 36 подсемействах и 343 родах. В России более 1500 видов.
В Германии, Австрии и Швейцарии около 640 видов совок. В фауне Юго-Восточного Средиземноморья (Израиль, Иордания и Синай) 634 вида из 27 подсемейств, 34 триб и 213 родов, в Саудовской Аравии обнаружено 412 видов совок (Wiltshire, 1994), в Египте 242 вида (Wiltshire, 1948, 1949), в Ираке — 305 видов (Wiltshire, 1957), на материковой части Сирии — 214 видов (Wiltshire, 1935; 1952; Hacker, 2001), в Азербайджане — 666 (Алиев С. В., 1984), в Израиле — 549 (Kravchenko et. al, 2007).

## Описание

### Общая характеристика
Бабочки преимущественно средних размеров. Размах крыльев в среднем в пределах 25—45 мм, самые мелкие — 8—10 мм (Hypenodes turfosalis, Mimachroslia fasciata, Araeopteron amoena).

### Особенности морфологии

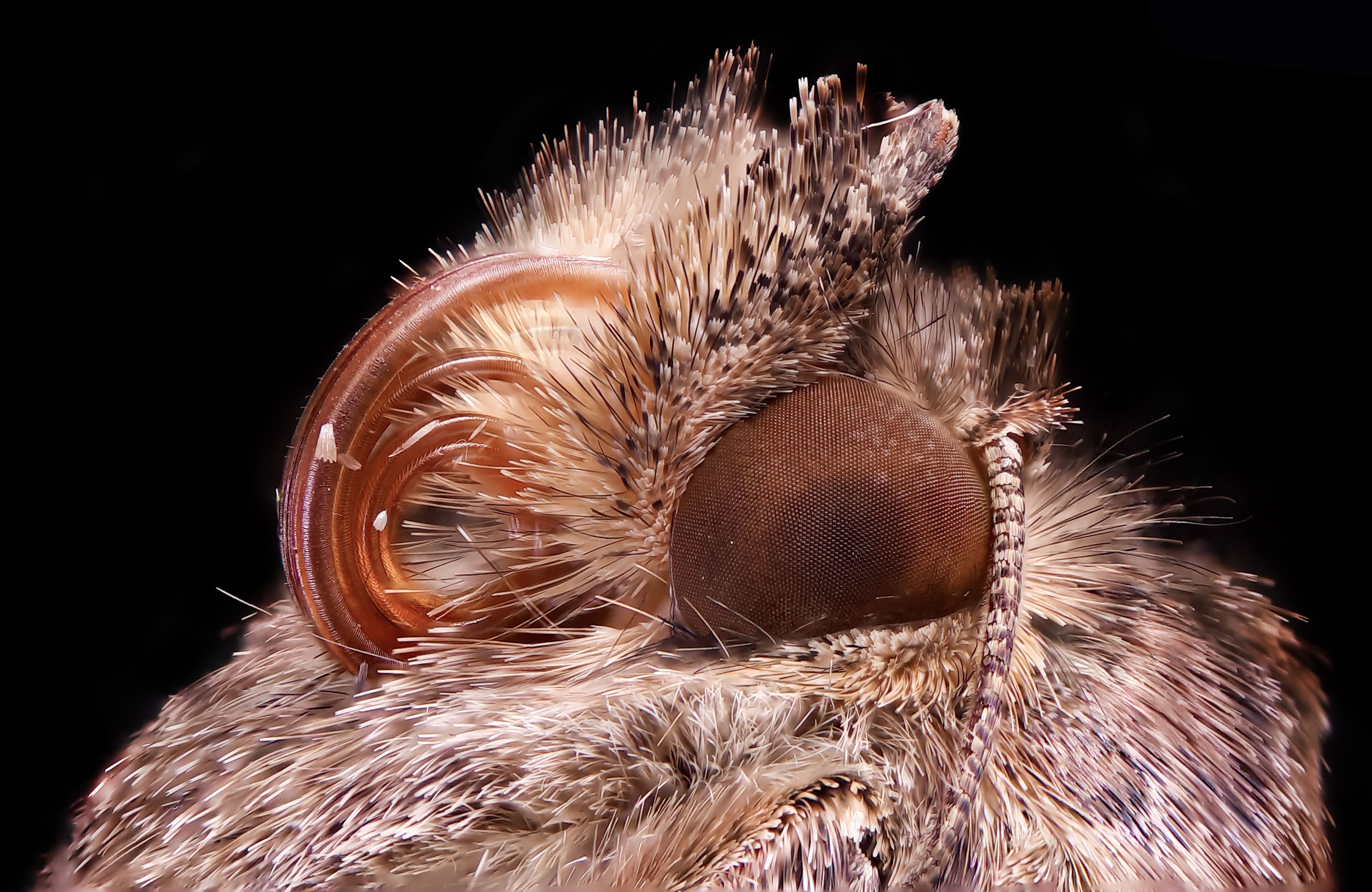
Голова металловидки-гамма крупным планом

Голова округлая, лоб у большинства видов гладкий, выпуклый. Для некоторых видов и родов характерно наличие округленных лобных выступов, вдавленностей, склеротизованных заостренных выростов.
Усики простые, нитевидные, реже пильчатые, гребенчатые или опушенные ресничками. Усики самцов, как правило, более сложного строения. Глаза у большинства видов округлые, крупные, голые; в некоторых подсемействах и у отдельных видов Noctuinae (Xestia tecta, Xestia ursae, Trichositia) поверхность глаз покрыта короткими густыми волосками, иногда глаза окаймлены длинными ресничками (Cuculliinae).

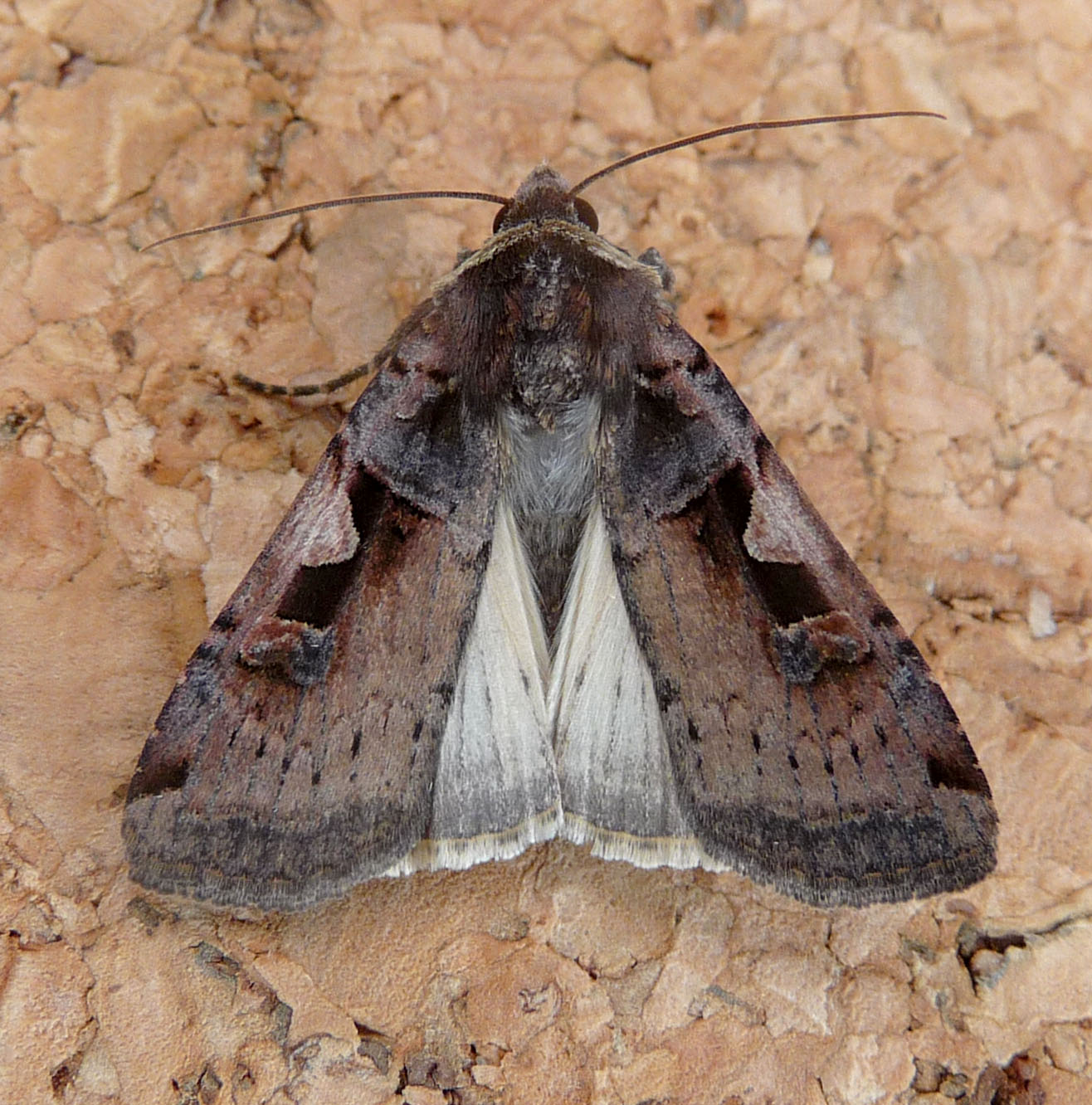
Xestia c-nigrum

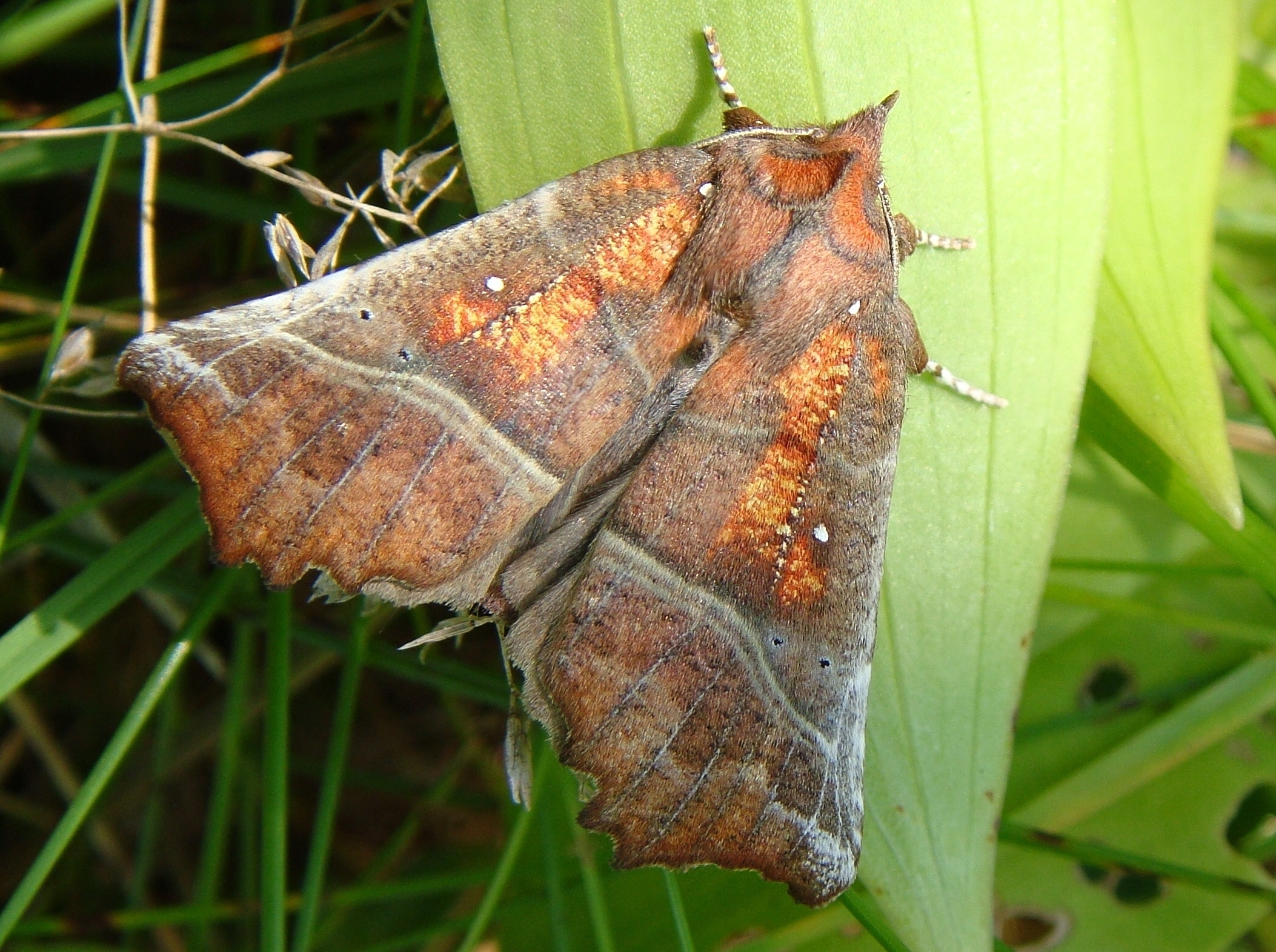
Совка зубчатокрылая (Scoliopteryx libatrix)

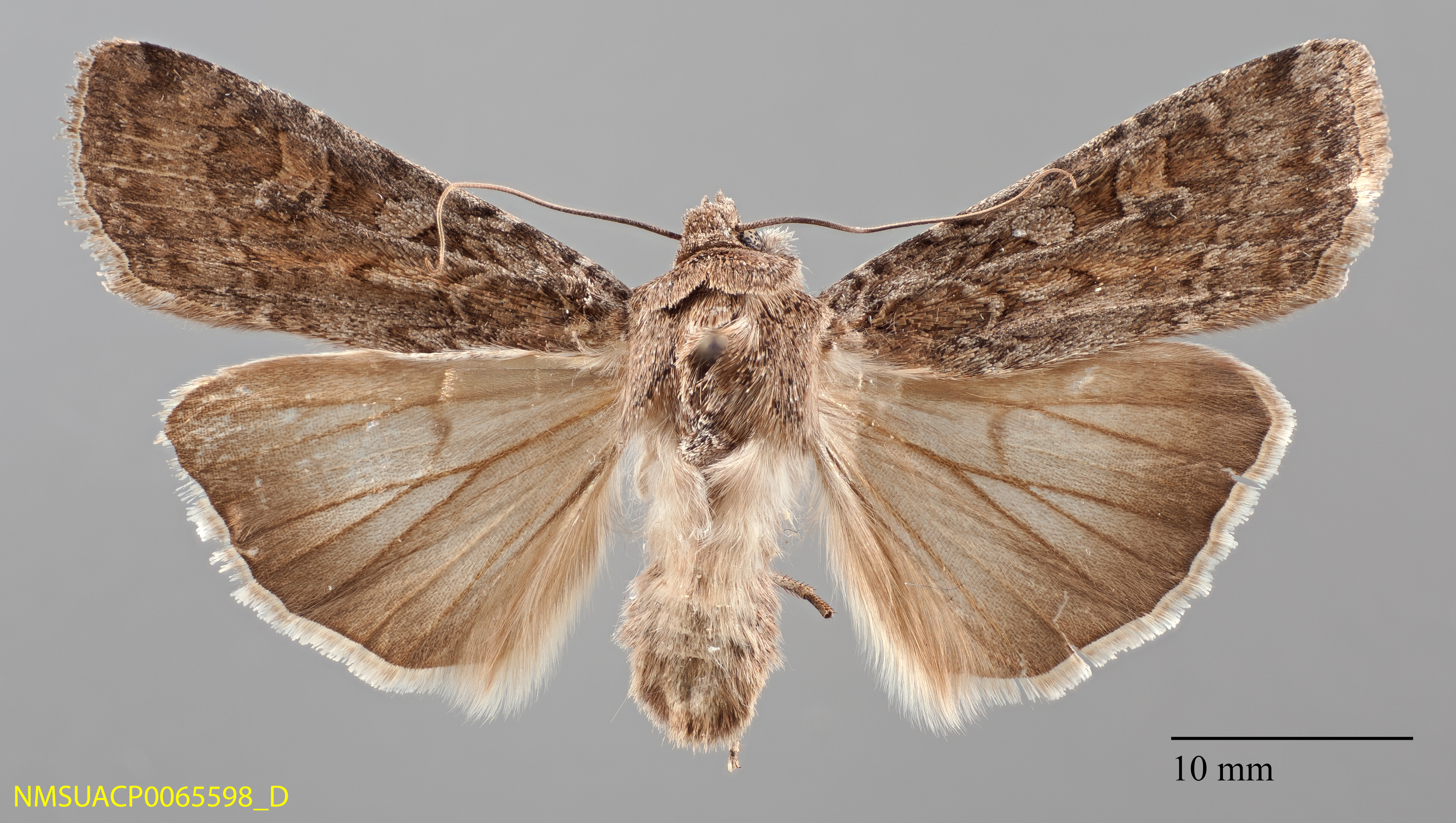
Euxoa auxiliaris

Для отдельных родов и видов разных подсемейств, обитающих в высоких широтах или в горах и ведущих дневной образ жизни, характерны небольшие редуцированные эллиптические или почковидные глаза. Простые глазки в большинстве случаев имеются, в подсемействе Rivulinae и некоторых родах низших Catocalinae отсутствуют. Хетозема отсутствует. Хоботок обычно развит, спирально закручен, однако в отдельных родах он частично или полностью редуцирован. Его поверхность в концевой части усажена «вкусовыми конусами», форма и строение которых может использоваться для классификации высших таксонов.
Нижнегубные щупики короткие, прижатые, в некоторых подсемействах (Herminiinae, Hypeninae, часть Catocalinae) вытянутые, удлиненные или серповидно изогнутые. Голова, грудь и брюшко покрыты густыми волосками и чешуйками. На отдельных частях тела нередко развиты характерные хохолки из чешуек и волосков. Виды, лёт которых приходится на холодные периоды сезона или обитающие в горах или на Севере, как правило, имеют густоволосистые покровы тела, образованные волосковидными чешуйками. Тимпанальные органы расположены латерально на задней части среднегруди, их строение часто используется для классификации высших таксонов совок.
Вершины средней голеней почти всегда с 1 парой шпор, задние голеней — с 2 парами, на вершине и в средней части. Голени ног в отдельных подсемействах совок вооружены шипами, которые хорошо выражены у подгрызающих совок (подсем. Noctuinae). Некоторые виды имеют склеротизованные коготки на вершине голеней передних ног.
Форма крыла треугольная, удлинённо-треугольная, реже округлённо-треугольная. Для многих родов, особенно в подсемействах группы Trifinae и, особенно, для многих Noctuinae характерны узкие, удлинённые крылья с почти параллельными краями, приспособленные к быстрому и длительному полету. Самки некоторых северных и высокогорных видов короткокрылы, у отдельных видов крылья полностью редуцированы. Жилкование в целом однообразно. Анальная жилка на обоих крыльях обычно отсутствует.
Туловище толстое, густо опушённое.

### Окраска

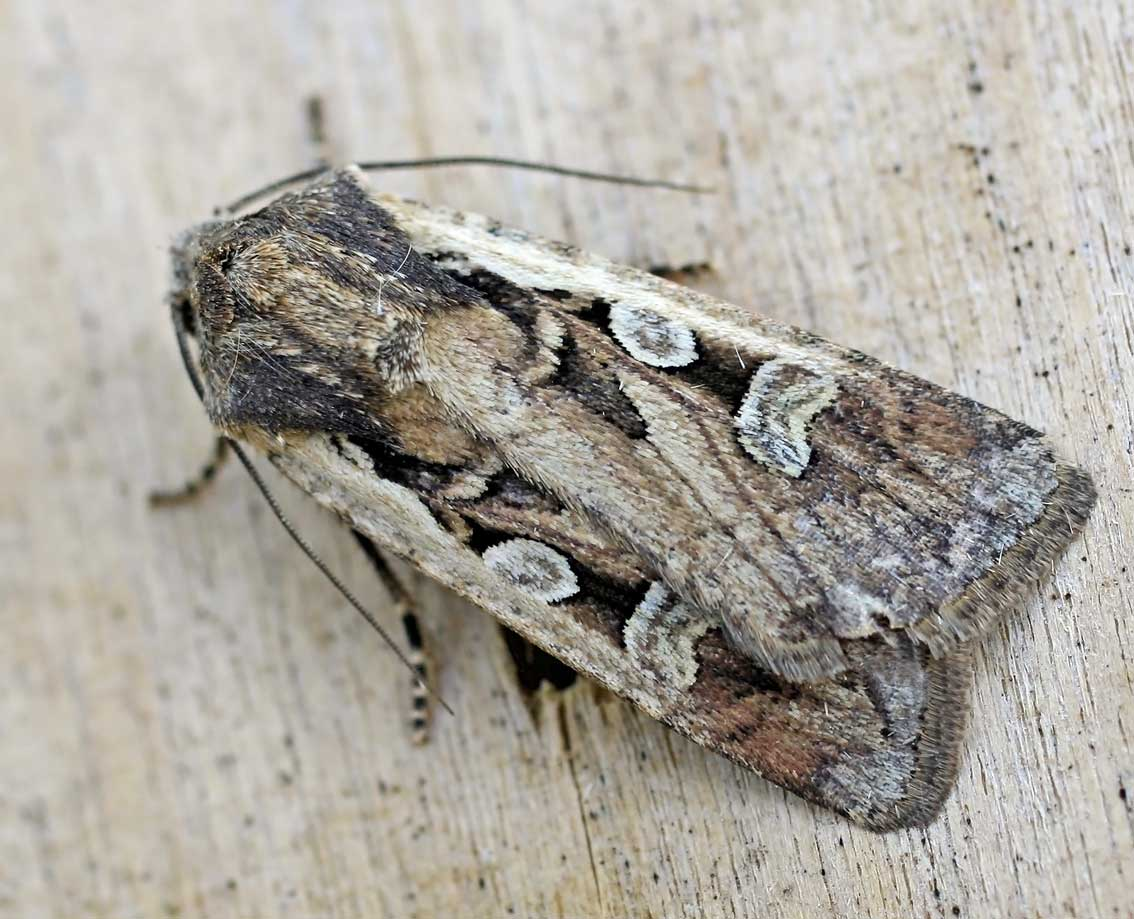
Euxoa temera

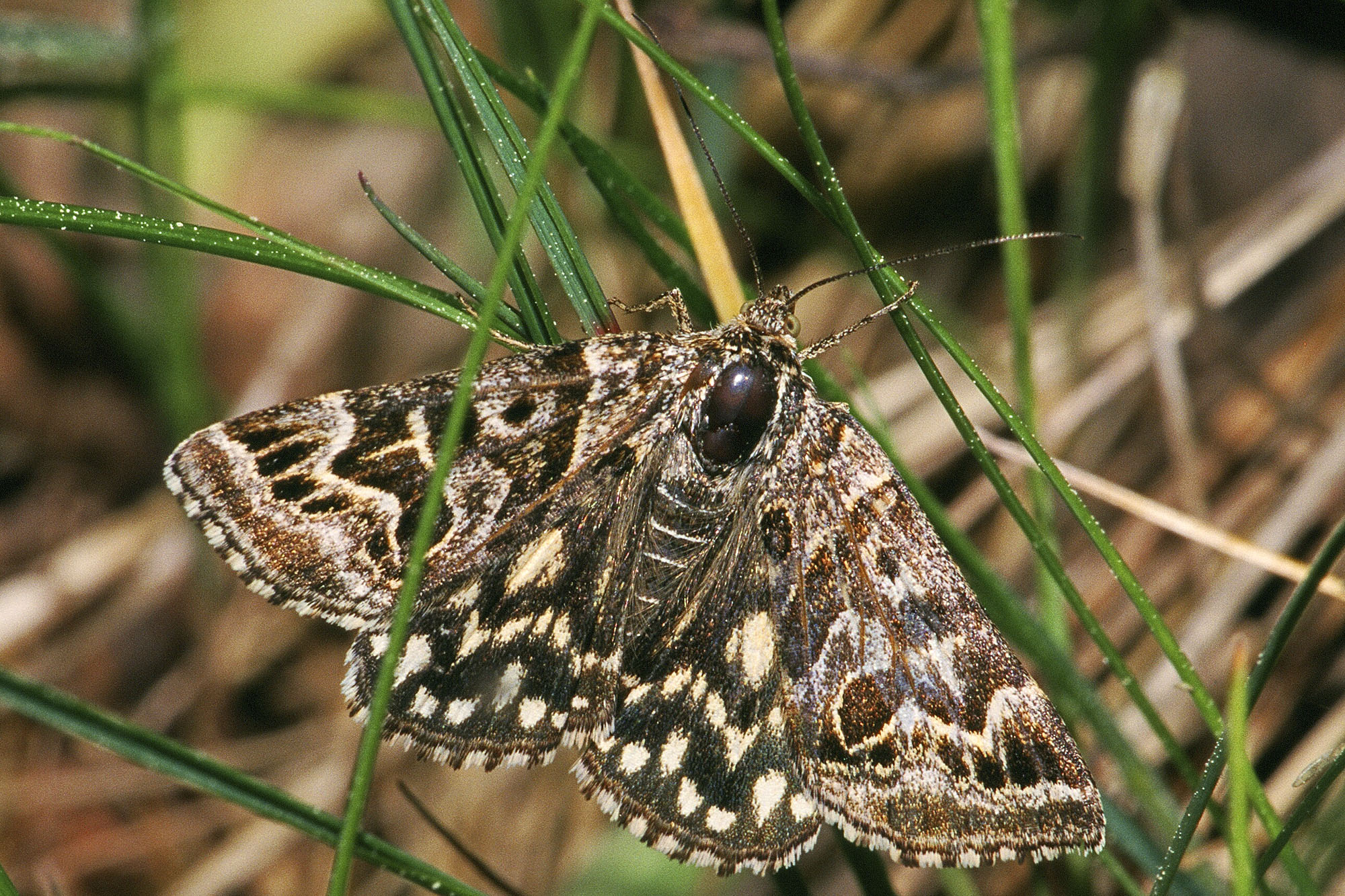
Callistege mi

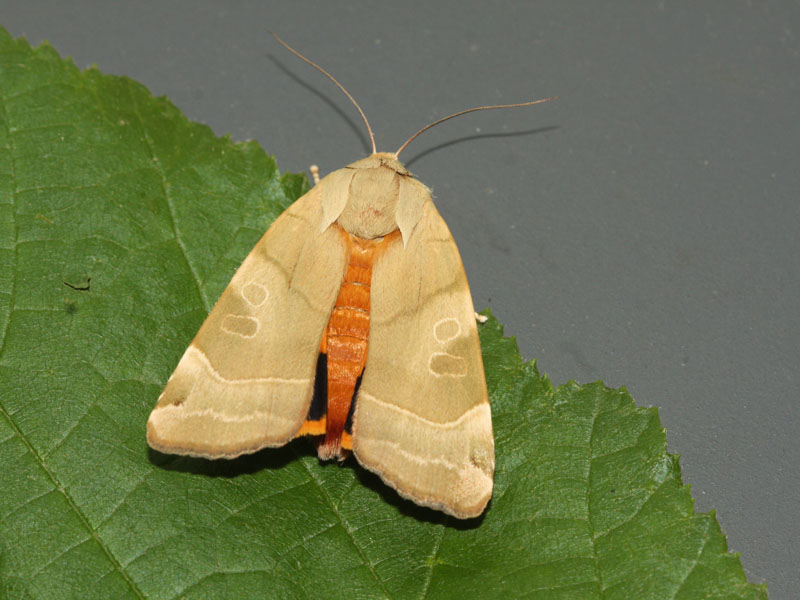
Noctua fimbriata

На передних крыльях большинства совок развит характерный рисунок, состоящий из системы полей, перевязей, пятен и линий. Переднее крыло пересечено тремя поперечными перевязями: базальной, внутренней и внешней (наружной). Перевязи обычно представлены довольно широкими, изогнутыми, извилистыми, зубчатыми или прямыми линиями. Их внутренняя часть, как правило, светлее основного фона окраски, изнутри и снаружи окаймлена более тонкими и тёмными линиями окаймления. Линии окаймления перевязей на костальном крае часто усилены и выражены косыми штрихами, более светлое внутреннее заполнение перевязей на костальном крае крыла может быть выражено контрастными светлыми штрихами или пятнами.
Между внутренней и наружной перевязями лежит срединное поле, которое обычно пересечено более тёмной, размытой, широкой срединной тенью. Система пятен включает 3 основных пятна: круглое, почковидное и клиновидное. В подсемействе Plusiinae часто развито добавочное серебристое или золотистое металлически блестящее пятно. Окраска пятен может быть одноцветная, чаще в них различается более тёмное ядро и тонкая обводная линия. Задние крылья с дискоидным пятном, лежащим на поперечной жилке, и терминальной каймой вдоль наружного края.
В отдельных родах подсемейства Catocalinae и некоторых других подсемейств задние крылья могут быть ярко окрашенными, чаще жёлтыми, или красными, белыми, голубыми, с хорошо выраженной темной терминальной каймой и часто со срединной перевязью или диск, пятном. Для многих совок характерно отступление от общей схемы рисунка, вызванное редукцией отдельных элементов, перевязей и пятен или, напротив, их усилением. Многие виды, особенно распространённые в тропиках, имеют своеобразный рисунок, слабо вписывающийся в общую схему.

## Размножение
Жизненные циклы совок довольно различны. При развитии гусеницы проходят 4—5 линек и имеют V—VI возрастов. Преобладают виды с одной генерацией. Отдельные, преимущественно северные и горные виды, имеют 2-летний цикл развития. Окукливание гусениц происходит, как правило, в почве на глубине 5—7 см, некоторые виды окукливаются на поверхности почвы, в подстилке, на кормовых растениях, в дуплах деревьев.
Зимовка совок происходит на различных стадиях развития, чаще зимуют куколки, яйца и гусеницы средних и старших возрастов, для отдельных таксономических групп характерна зимовка в стадии имаго. Некоторые виды лишены зимней диапаузы — в южных широтах они могут развиваться непрерывно в течение всего года, а в умеренных широтах имеют 2—3 поколения в течение сезона, зимуют в наиболее морозоустойчивых стадиях в состоянии холодового оцепенения. Жизненные циклы и появление имаго связаны с определёнными периодами сезона и вегетации кормовых растений.

### Яйцо

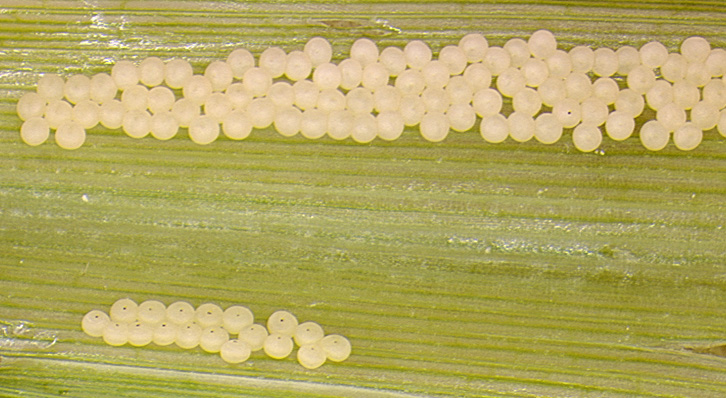
Яйца Busseola fusca

Яйца обычно полушаровидные, несколько уплощены книзу, округлены сверху. Поверхность яйца имеет ячеистую или ребристую скульптуру, Самки откладывают яйца по одному или группами на кормовые растения, грунт, растительные остатки. У некоторых видов самки покрывают яйцекладку секретом специальных желёз или волосками с кончика брюшка. Потенциальная плодовитость самок у некоторых видов очень высока и составляет до 2000 яиц.

### Гусеница

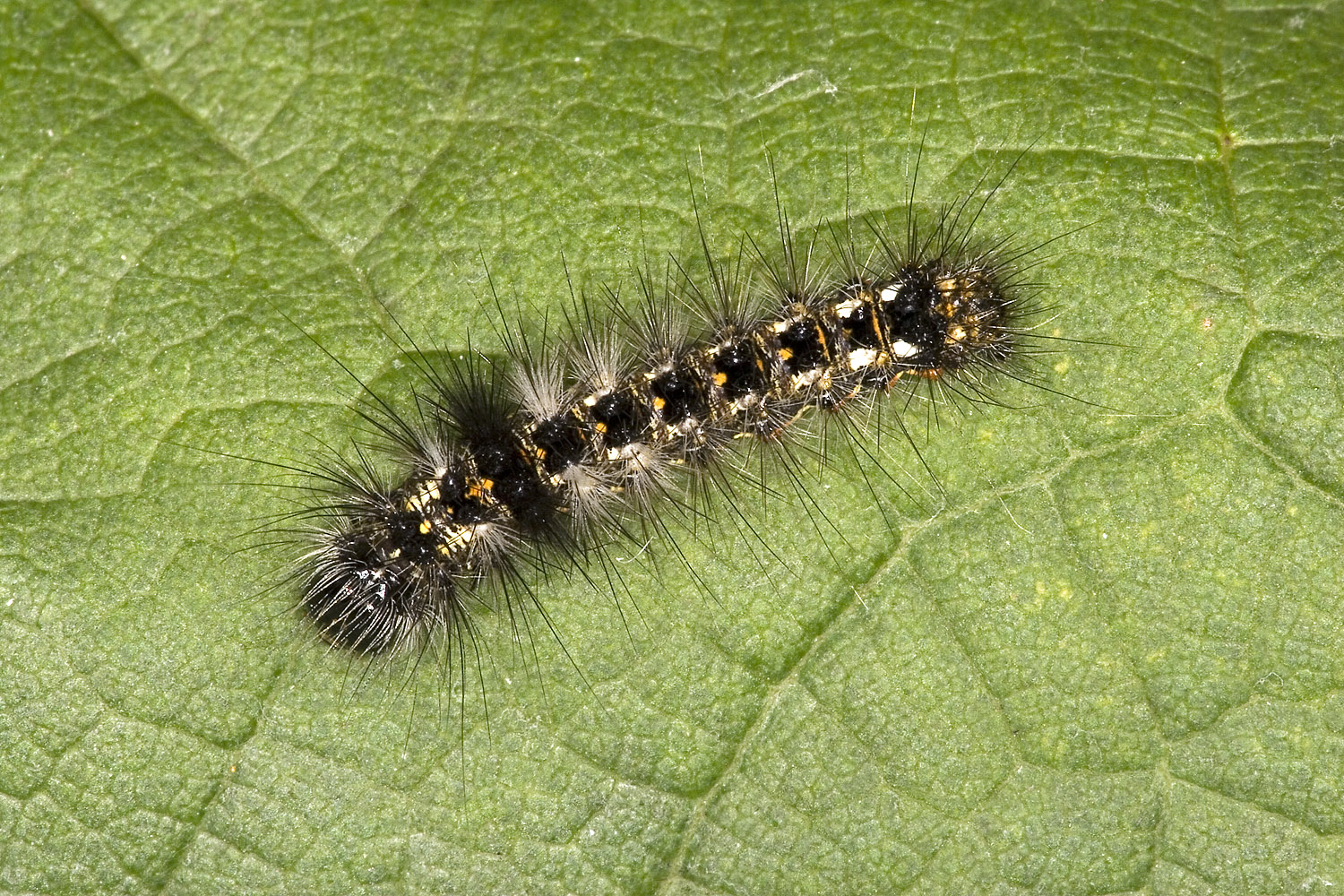
Acronicta rumicis

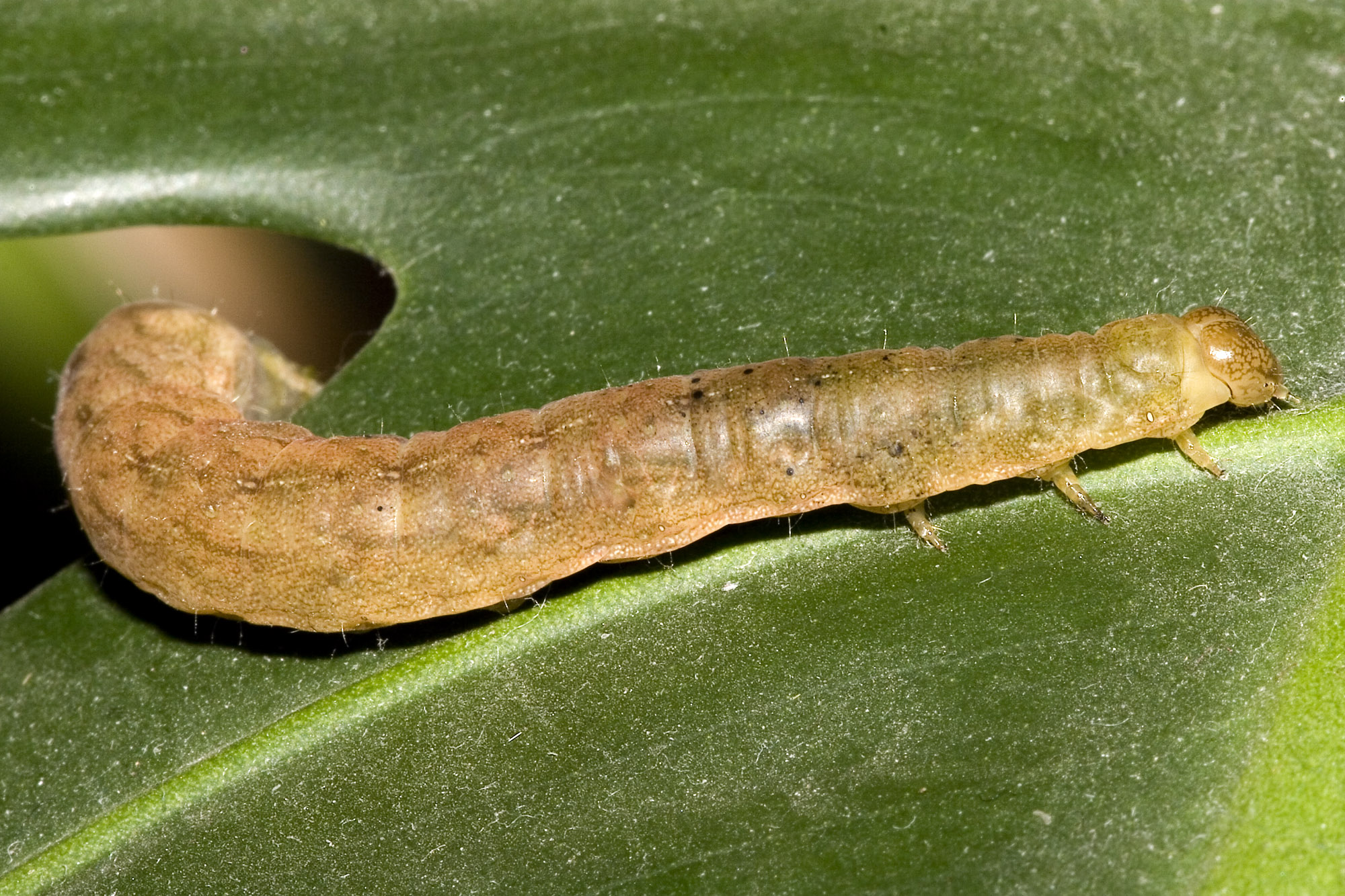
Phlogophora meticulosa

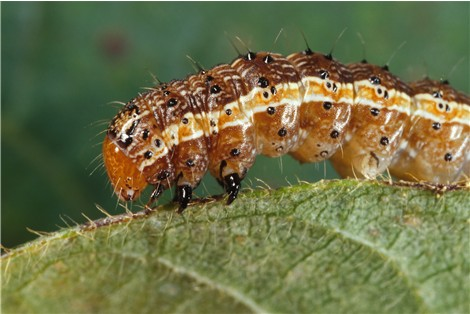
Кукурузная лиственная совка, Spodoptera frugiperda

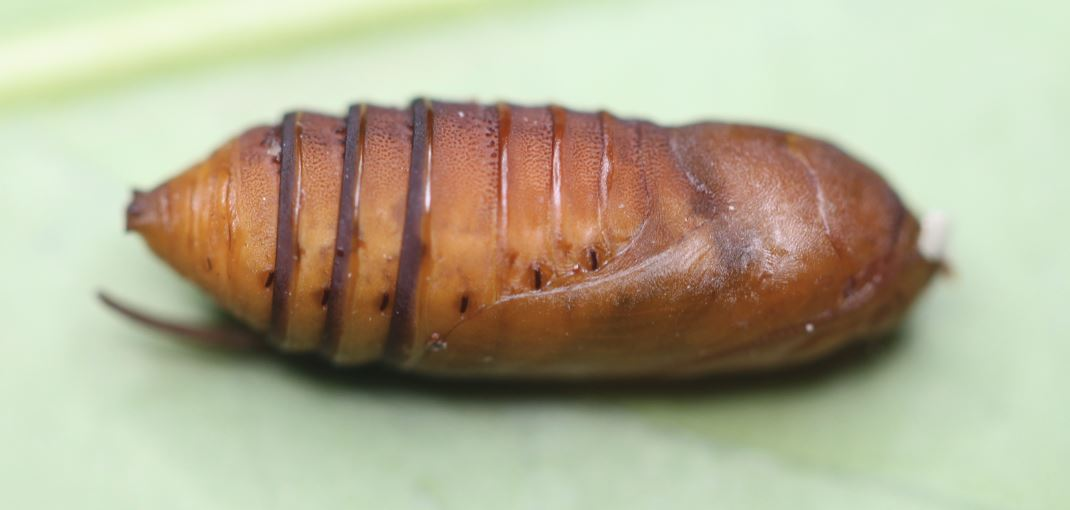
Куколка Calophasia lunula

Гусеницы обычно голые, тело покрыто редкими первичными щетинками на склеротизованных щитках, реже развиты вторичные щетинки, равномерно распределённые по телу или сгруппированные на бугорках.
Окраска серая, коричневая, зелёная или желтоватая, редко ярко окрашены. Рисунок выражен, состоит из системы продольных полос: светлой спинной полосы, оттененной с боков более темными размытыми линиями и 2 спинно-боковых полос, 2 более светлых надцыхальцевых полос, более темной дыхальцевой полосы и широкой светлой поддыхальцевой полосы. Гусеницы имеют 3 пары грудных ног и 3—5 пар брюшных или ложных ног на 3—6-м и 10-м сегментах брюшках. У гусениц младших возрастов, а также у взрослых гусениц отдельных подсемейств брюшные ноги недоразвиты или отсутствуют.
Гусеницы активны преимущественно ночью, днем ведут скрытный образ жизни. Выделяются 3 экологические группы гусениц: листогрызущие, подгрызающие и внутристеблевые. Для преобладающего большинства совок характерно питание гусениц на высших сосудистых растениях, незначительное число видов имеет другие типы питания: на растительном опаде (детритофагия), лишайниках (лихенофагия), мхах (мусциофагия).
Гусеницы отдельных видов (Eublemminae) наряду с растительным питанием проявляют факультативное хищничество, питаются червецами и щитовками (Coccoidea).
Для большинства совок характерна полифагия и широкая олигофагия, преимущественно на травянистых растениях. Наряду с вегетативными органами растений гусеницы могут повреждать цветы и плоды, причём некоторые виды могут питаться даже зрелым зерном в хранилищах. Семейство включает большое число вредителей сельского и в меньшей степени лесного хозяйства. Ряд видов имеет карантинное значение, к этой категории относится азиатская хлопковая совка (Spodoptera litura) (опасный вредитель сельскохозяйственных культур в Восточной Азии), луговая совка, финская совка, капустная совка, подгрызающие совки.

### Куколка
Куколки закрытого типа.

## Особенности экологии
Бабочки активны в сумерках и ночью, для некоторых арктических и высокогорных видов характерна дневная активность. Ряд видов отличается способностью к миграциям, которые обычно связаны с преобладающим направлением ветров в определённый период года. С миграциями или заносом связано спорадическое появление на юге Дальнего Востока России некоторых (около 40) тропических видов.

### Эхолокация
Среди членистоногих только у совок доказана способность к эхолокации.
На многих представителей семейства охотятся летучие мыши, однако у таких совок развиты специальные своеобразные органы слуха — тимпанальные органы, которые представляют собой затянутые мембраной углубления заднегруди или первых сегментов брюшка, снабжённые механорецепторами. Распространяющиеся в воздухе звуковые колебания заставляют мембрану вибрировать, вызывая возбуждение соответствующих нервных центров, что помогает совкам чувствовать приближение летучих мышей.

## Классификация
В мире известно около 35 000 видов (потенциально до 100 000) и 4200 родов в составе понимаемого в широком объёме семействе Noctuidae s. l. (+Erebidae, в которое выделили более 24 тыс. видов).
Классификация семейства находится в стадии становления. Семейство делят на 18-30 подсемейств; объём и статус некоторых из них являются спорными. Система подсемейств, разработанная Хемпсоном (Hampson, 1903—1913) на основании внешних признаков, долгое время служившая основой классификации совок, в настоящее время устарела. Позднее было предложено несколько, часто несогласованных, классификаций, основанных на комплексах морфологических признаков (строение и мускулатура гениталий тимпанального аппарата, преимагинальных стадий). По одним данным (Lafontaine, Fibiger, 2006) семейства Nolidae, Strepsimanidae, Arctiidae, Lymantriidae и Erebidae рассматриваются в качестве подсемейств в составе Noctuidae (соответственно, Nolinae, Strepsimaninae, Arctiinae, Lymantriinae, Erebinae). Соответственно надсемейство Noctuoidea в такой трактовке включает только семейства Oenosandridae, Doidae, Notodontidae, Micronoctuidae и Noctuidae.
В 2011 году в состав надсемейства Noctuoidea включали 6 семейств: Erebidae s. l. (24 569 видов), Euteliidae (520), Oenosandridae (8), Nolidae (1738), Notodontidae (3800) и Noctuidae s. str. (11 772).
В последнее время на основании молекулярно-генетических исследований в отдельное семейство Erebidae (Эребиды, или Совки-ленточницы) выделяются подсемейства:
Aganainae — Anobinae — Arctiinae (около 11000 видов, медведицы) — Aventiinae — Boletobiinae — Calpinae — Catocalinae — Erebinae — Eublemminae — Eulepidotinae — Euteliinae — Herminiinae — Hypeninae — Hypenodinae — Hypocalinae — Lymantriinae (около 2700 видов, волнянки) — Pangraptinae — Phytometrinae — Rivulinae — Scolecocampinae — Scoliopteryginae — Tinoliinae — Toxocampinae (Zahiri et al., 2012).
В 2021 году в составе Noctuidae s. str. (более 12 000 видов, ~1 150 родов, 21 подсемейство, 35 триб и 20 подтрибы) были выделены два новых подсемейства: Cobubathinae Wagner & Keegan, 2021 (Cobubatha Walker, Tripudia Grote, Aucha Walker) и Cropiinae Keegan & Wagner, 2021 (Cropia Walker, 1858) и существенно пересмотрены представления об Acontiinae, Condicinae, Eustrotiinae, Metoponiinae и Stiriinae.

## Филогения
Взаимосвязи с близкими семействами совкообразных бабочек демонстрирует кладограмма по данным Zahiri et al. (2012). В скобках приводится число родов и видов по состоянию на 2011 год.
|  | \| \| Euteliidae (29 — 520) \| \| \| \| \| \| Noctuidae (1.089 — 11.772) \| \| \| \| |
|  |                                                                                      |
|  | Erebidae (1.760 — 24.569)                                                            |
|  |                                                                                      |
|  | Euteliidae (29 — 520)                                                                |
|  |                                                                                      |
|  | Noctuidae (1.089 — 11.772)                                                           |
|  |                                                                                      |

|  | Euteliidae (29 — 520)      |
|  |                            |
|  | Noctuidae (1.089 — 11.772) |
|  |                            |

|  | \| \| Euteliidae (29 — 520) \| \| \| \| \| \| Noctuidae (1.089 — 11.772) \| \| \| \| |
|  |                                                                                      |
|  | Erebidae (1.760 — 24.569)                                                            |
|  |                                                                                      |
|  | Euteliidae (29 — 520)                                                                |
|  |                                                                                      |
|  | Noctuidae (1.089 — 11.772)                                                           |
|  |                                                                                      |

|  | Euteliidae (29 — 520)      |
|  |                            |
|  | Noctuidae (1.089 — 11.772) |
|  |                            |

|  | \| \| Euteliidae (29 — 520) \| \| \| \| \| \| Noctuidae (1.089 — 11.772) \| \| \| \| |
|  |                                                                                      |
|  | Erebidae (1.760 — 24.569)                                                            |
|  |                                                                                      |
|  | Euteliidae (29 — 520)                                                                |
|  |                                                                                      |
|  | Noctuidae (1.089 — 11.772)                                                           |
|  |                                                                                      |

|  | Euteliidae (29 — 520)      |
|  |                            |
|  | Noctuidae (1.089 — 11.772) |
|  |                            |

|  | \| \| Euteliidae (29 — 520) \| \| \| \| \| \| Noctuidae (1.089 — 11.772) \| \| \| \| |
|  |                                                                                      |
|  | Erebidae (1.760 — 24.569)                                                            |
|  |                                                                                      |
|  | Euteliidae (29 — 520)                                                                |
|  |                                                                                      |
|  | Noctuidae (1.089 — 11.772)                                                           |
|  |                                                                                      |

|  | Euteliidae (29 — 520)      |
|  |                            |
|  | Noctuidae (1.089 — 11.772) |
|  |                            |

|  | \| \| Euteliidae (29 — 520) \| \| \| \| \| \| Noctuidae (1.089 — 11.772) \| \| \| \| |
|  |                                                                                      |
|  | Erebidae (1.760 — 24.569)                                                            |
|  |                                                                                      |
|  | Euteliidae (29 — 520)                                                                |
|  |                                                                                      |
|  | Noctuidae (1.089 — 11.772)                                                           |
|  |                                                                                      |

|  | Euteliidae (29 — 520)      |
|  |                            |
|  | Noctuidae (1.089 — 11.772) |
|  |                            |

|  | \| \| Euteliidae (29 — 520) \| \| \| \| \| \| Noctuidae (1.089 — 11.772) \| \| \| \| |
|  |                                                                                      |
|  | Erebidae (1.760 — 24.569)                                                            |
|  |                                                                                      |
|  | Euteliidae (29 — 520)                                                                |
|  |                                                                                      |
|  | Noctuidae (1.089 — 11.772)                                                           |
|  |                                                                                      |

|  | Euteliidae (29 — 520)      |
|  |                            |
|  | Noctuidae (1.089 — 11.772) |
|  |                            |

|  | \| \| Euteliidae (29 — 520) \| \| \| \| \| \| Noctuidae (1.089 — 11.772) \| \| \| \| |
|  |                                                                                      |
|  | Erebidae (1.760 — 24.569)                                                            |
|  |                                                                                      |
|  | Euteliidae (29 — 520)                                                                |
|  |                                                                                      |
|  | Noctuidae (1.089 — 11.772)                                                           |
|  |                                                                                      |

|  | Euteliidae (29 — 520)      |
|  |                            |
|  | Noctuidae (1.089 — 11.772) |
|  |                            |

|  | \| \| Euteliidae (29 — 520) \| \| \| \| \| \| Noctuidae (1.089 — 11.772) \| \| \| \| |
|  |                                                                                      |
|  | Erebidae (1.760 — 24.569)                                                            |
|  |                                                                                      |
|  | Euteliidae (29 — 520)                                                                |
|  |                                                                                      |
|  | Noctuidae (1.089 — 11.772)                                                           |
|  |                                                                                      |

|  | Euteliidae (29 — 520)      |
|  |                            |
|  | Noctuidae (1.089 — 11.772) |
|  |                            |

## Представители подсемейств

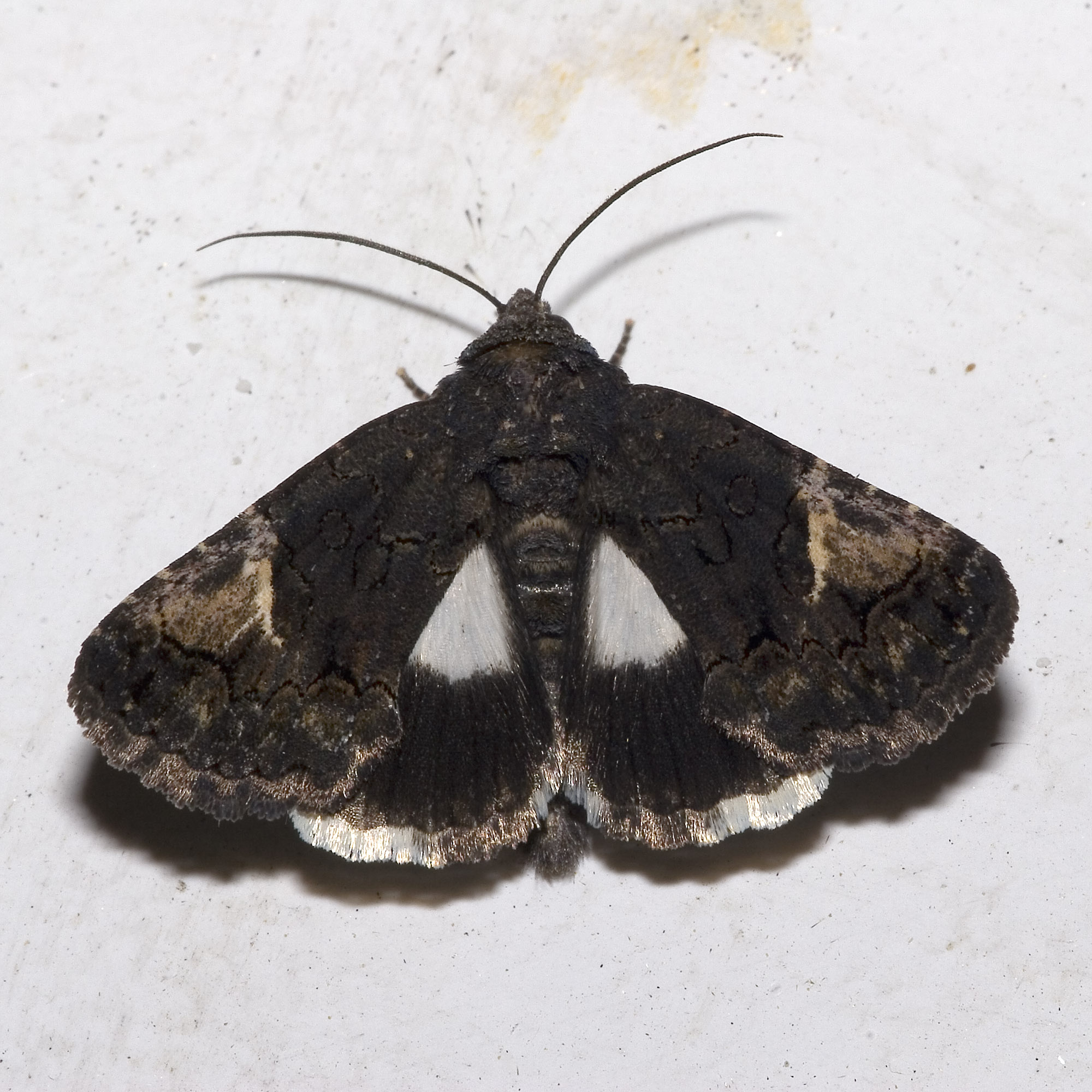
Aedia funesta (Acontiinae)
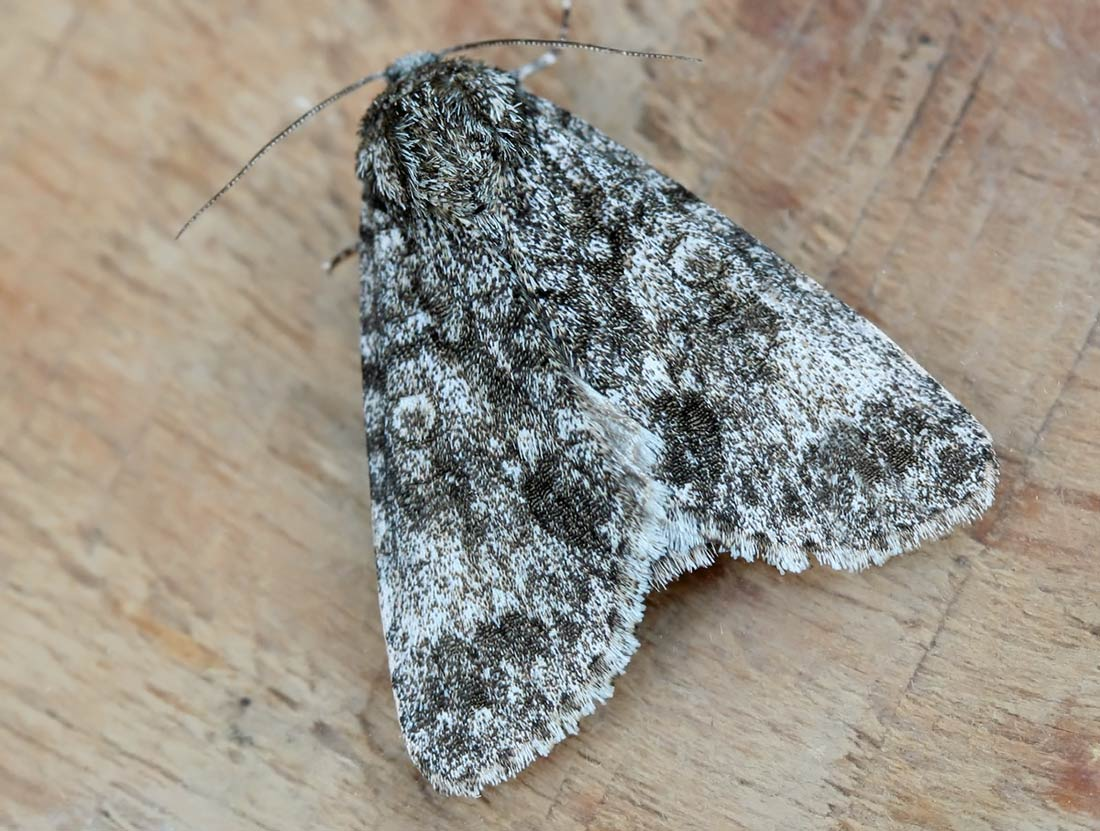
Acronicta megacephala (Acronictinae)
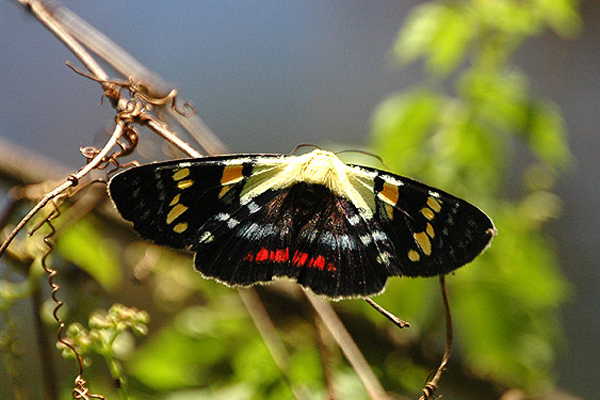
Agarista agricola (Agaristinae)
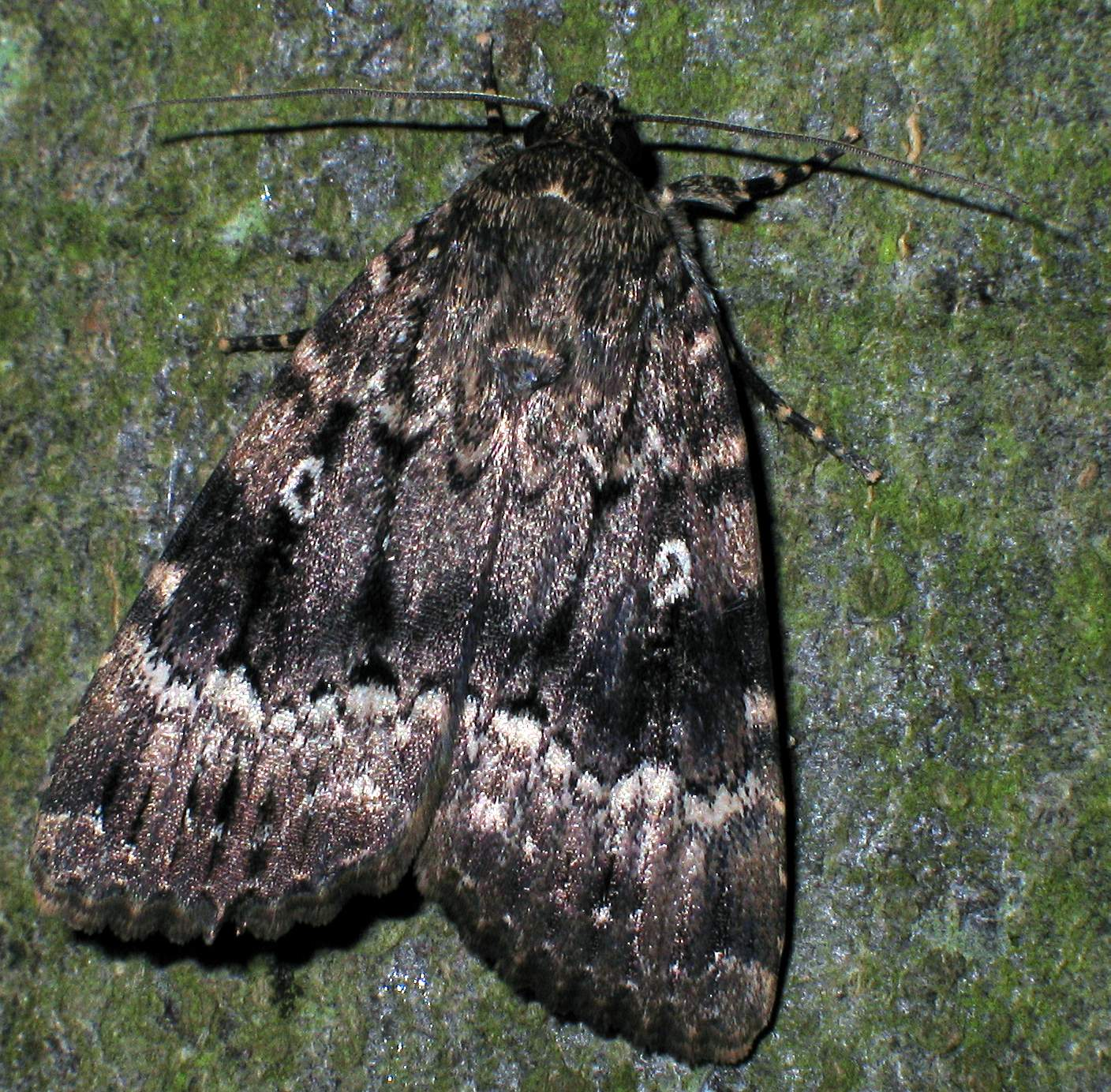
Amphipyra pyramidea (Amphipyrinae)
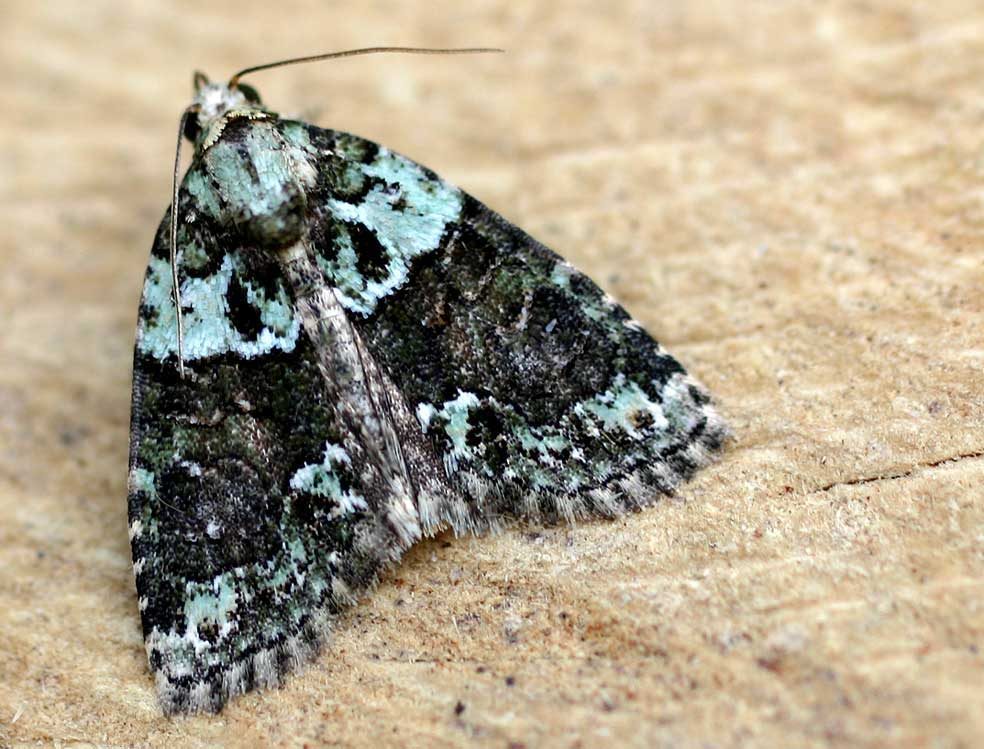
Cryphia algae (Bryophilinae)
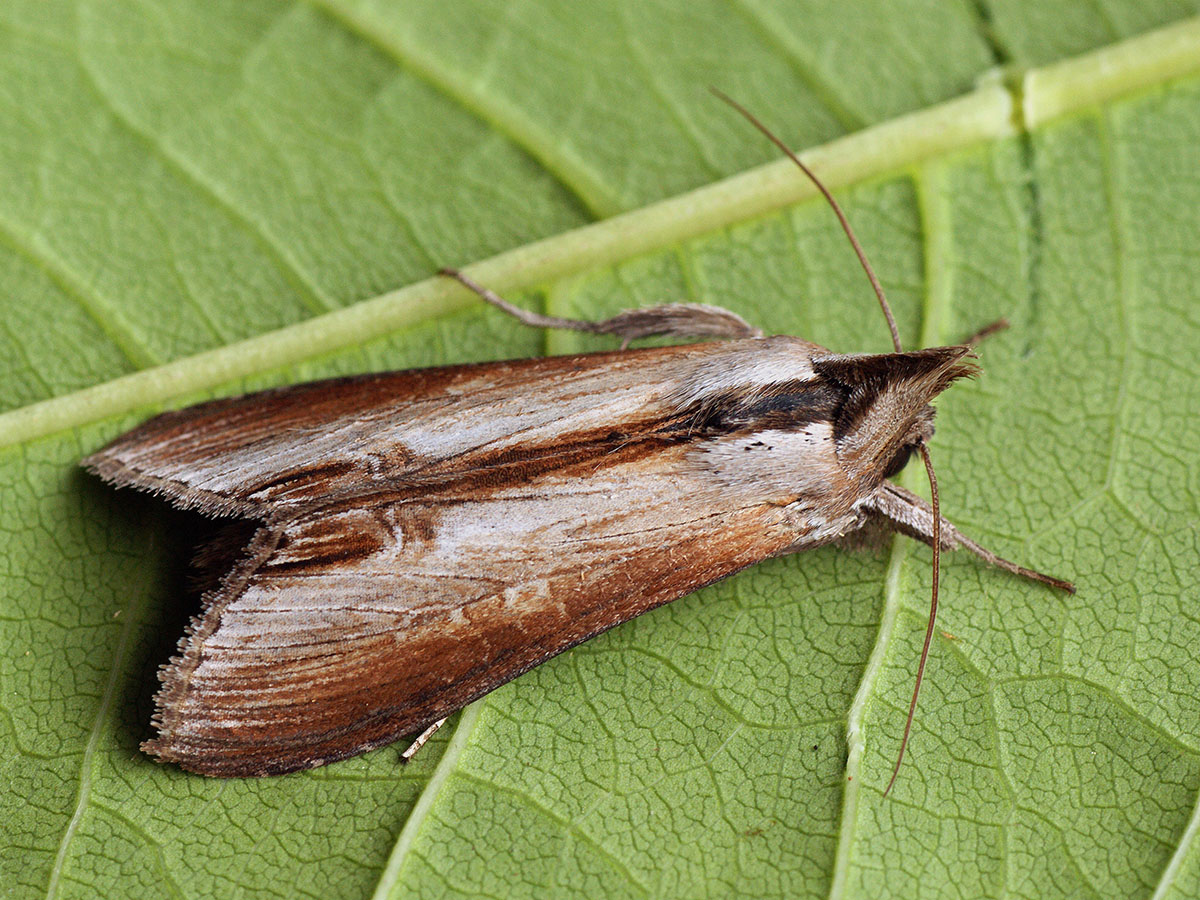
Cucullia asteris (Cuculliinae)
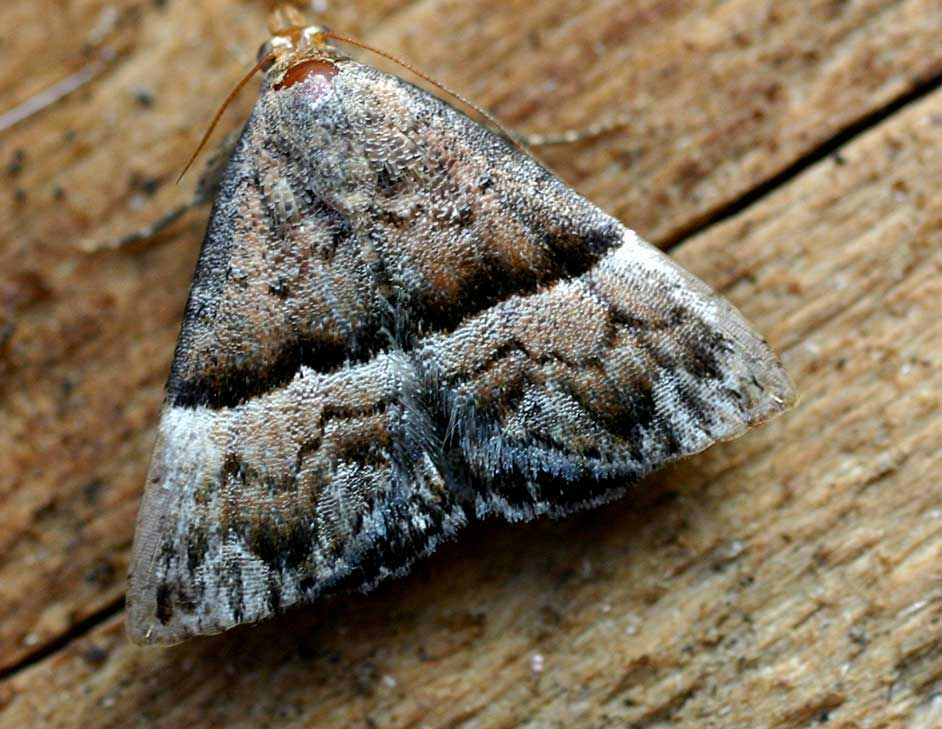
Odice jucunda (Eublemminae)
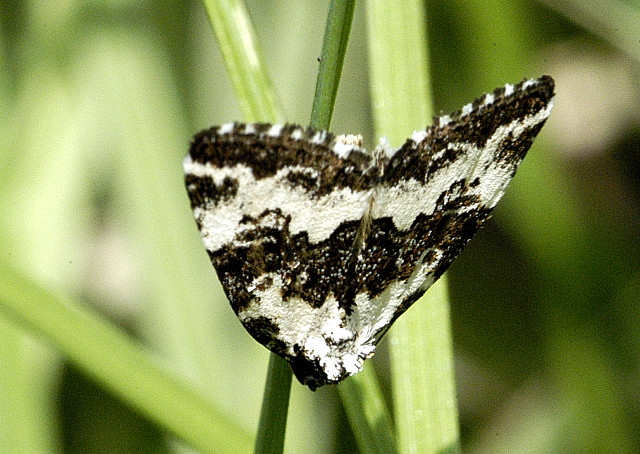
Deltote deceptoria (Eustrotiinae)
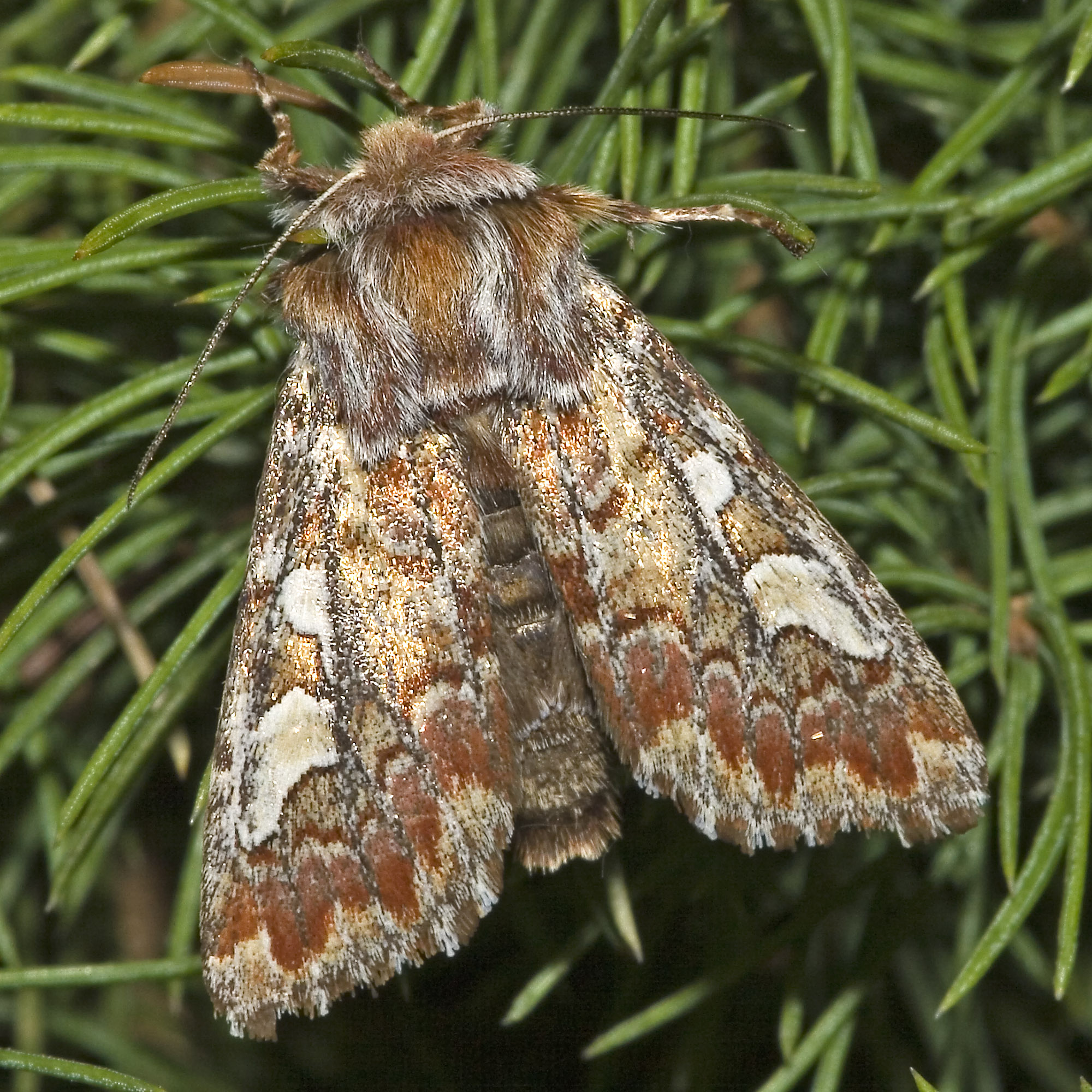
Panolis flammea (Hadeninae)
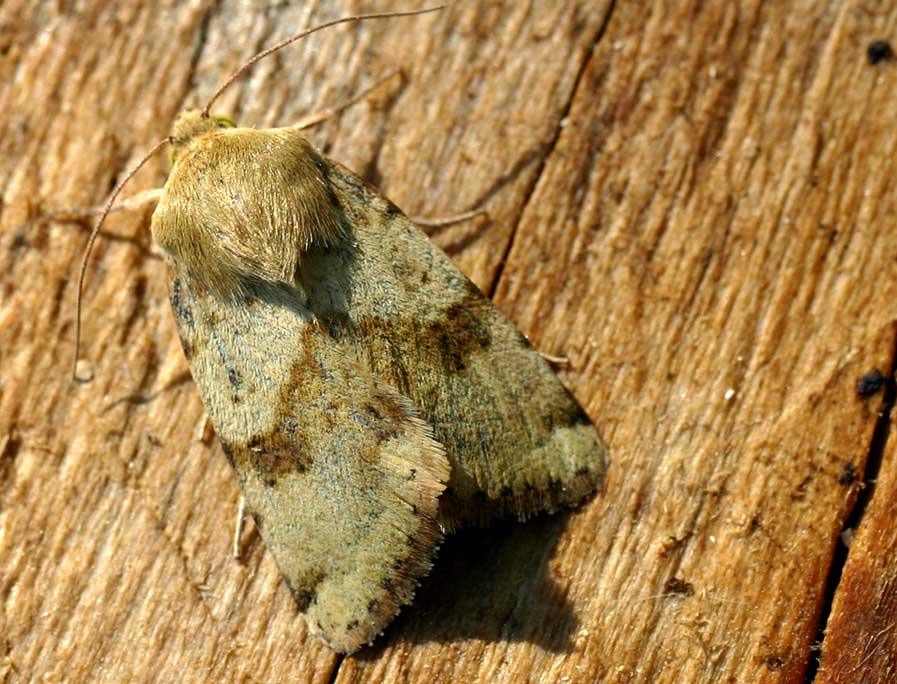
Heliothis viriplaca (Heliothinae)
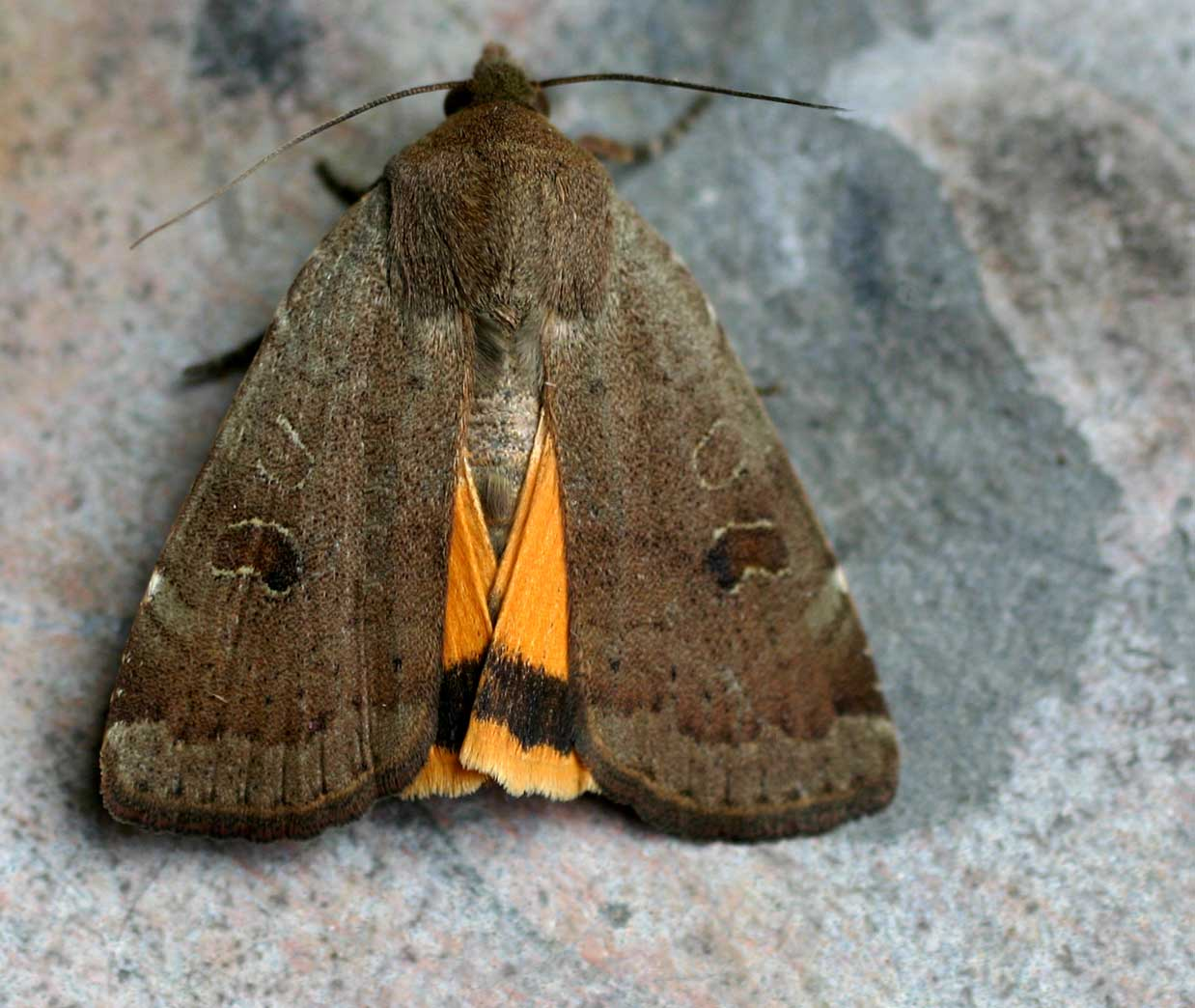
Noctua comes (Noctuinae)
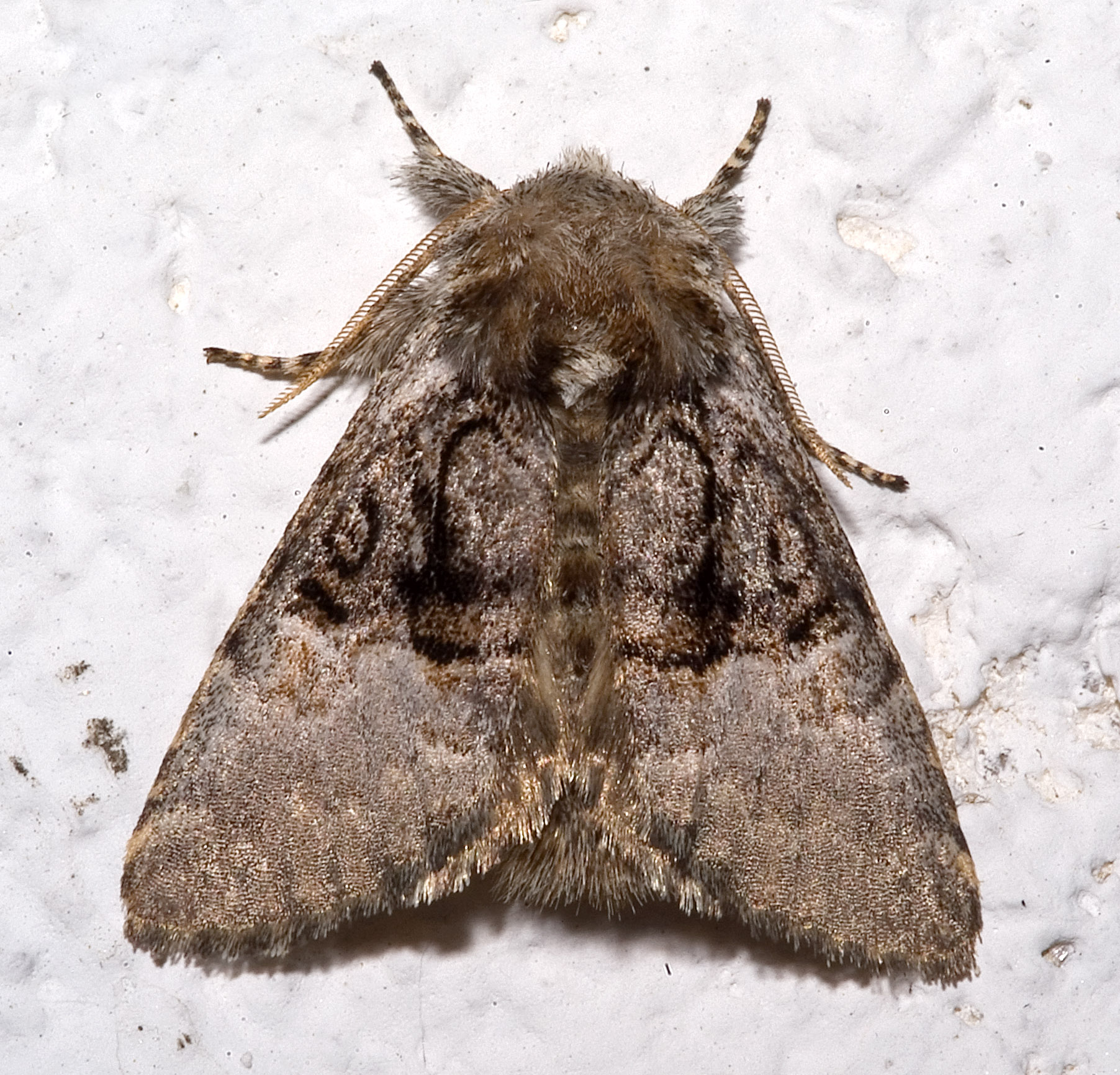
Colocasia coryli (Pantheinae)
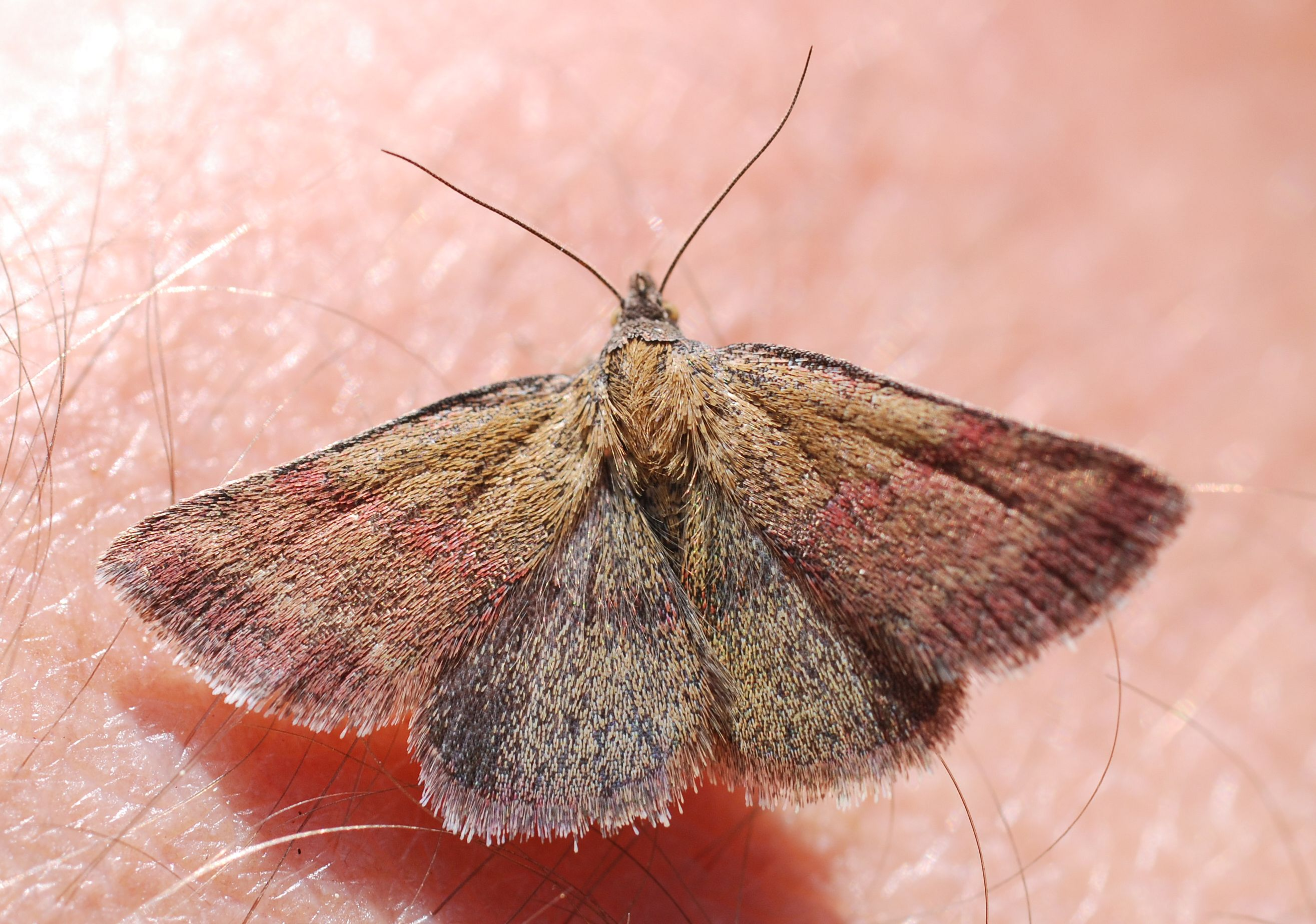
Phytometra viridaria (Phytometrinae)
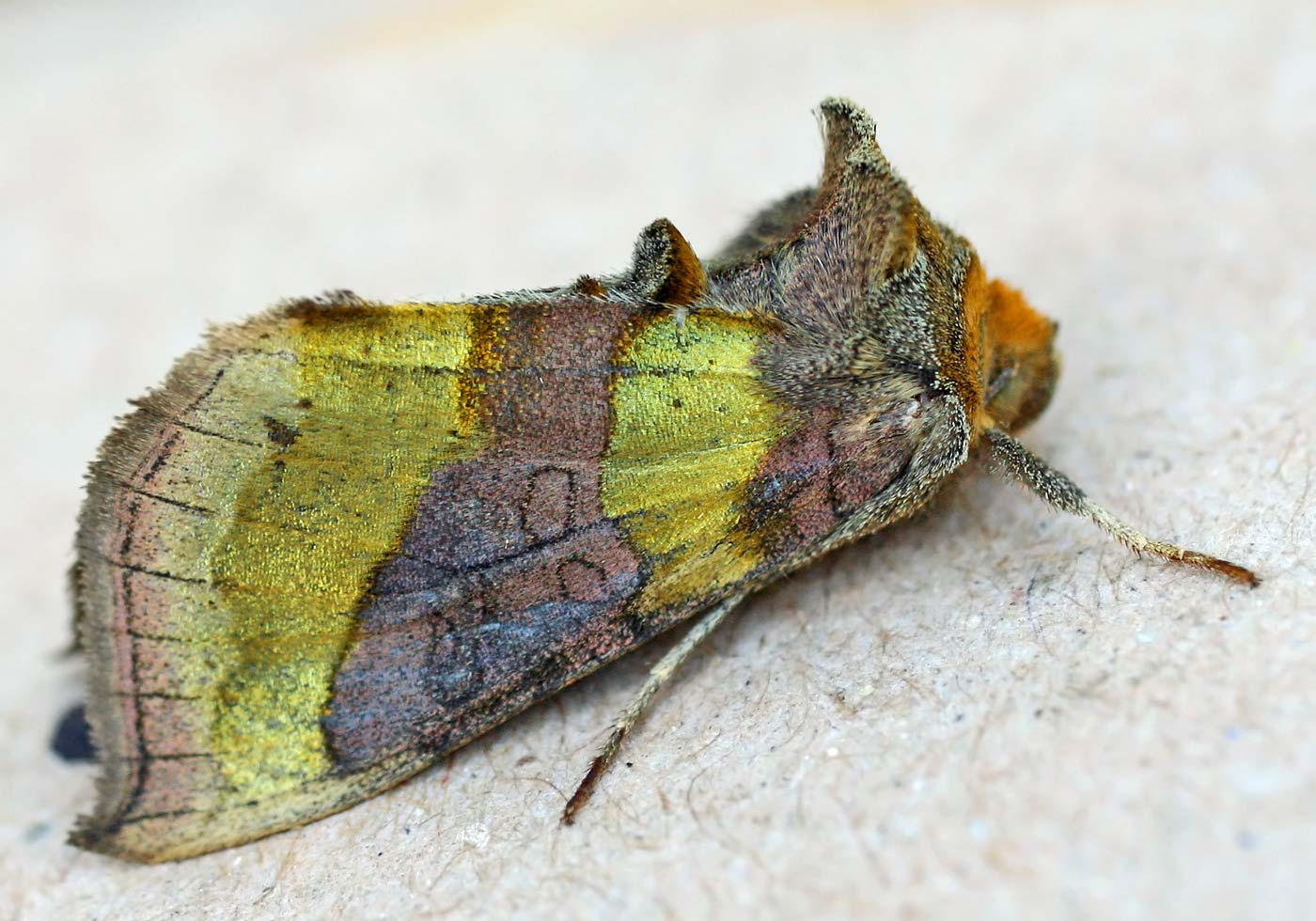
Diachrysia chrysitis (Plusiinae)
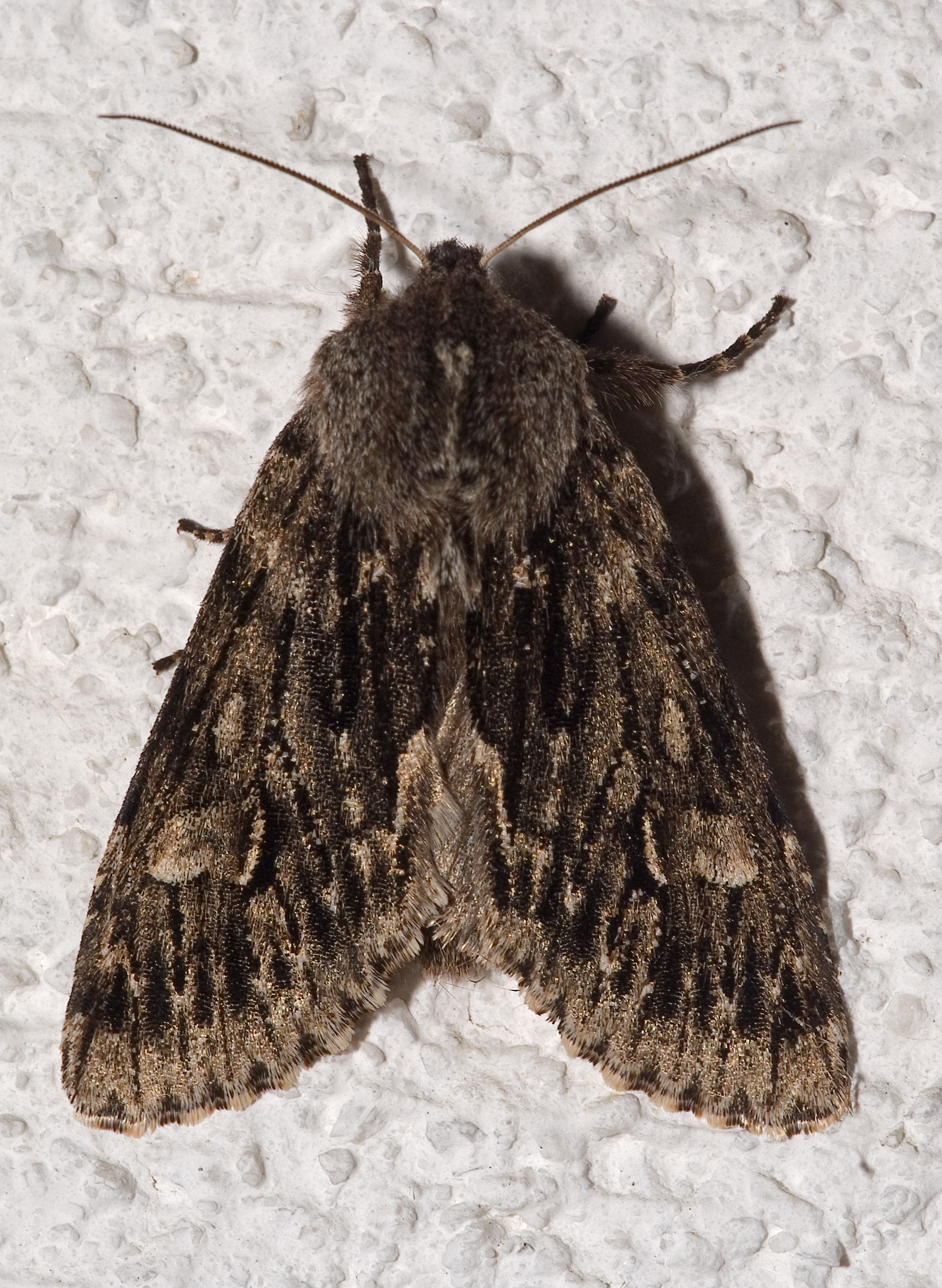
Brachionycha nubeculosa (Psaphidinae)
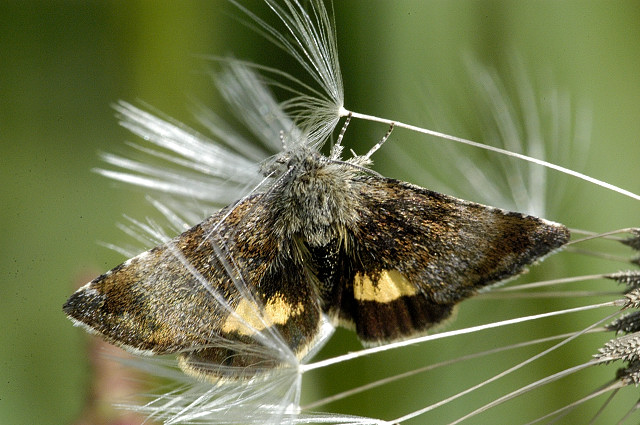
Panemeria tenebrata (Stiriinae)
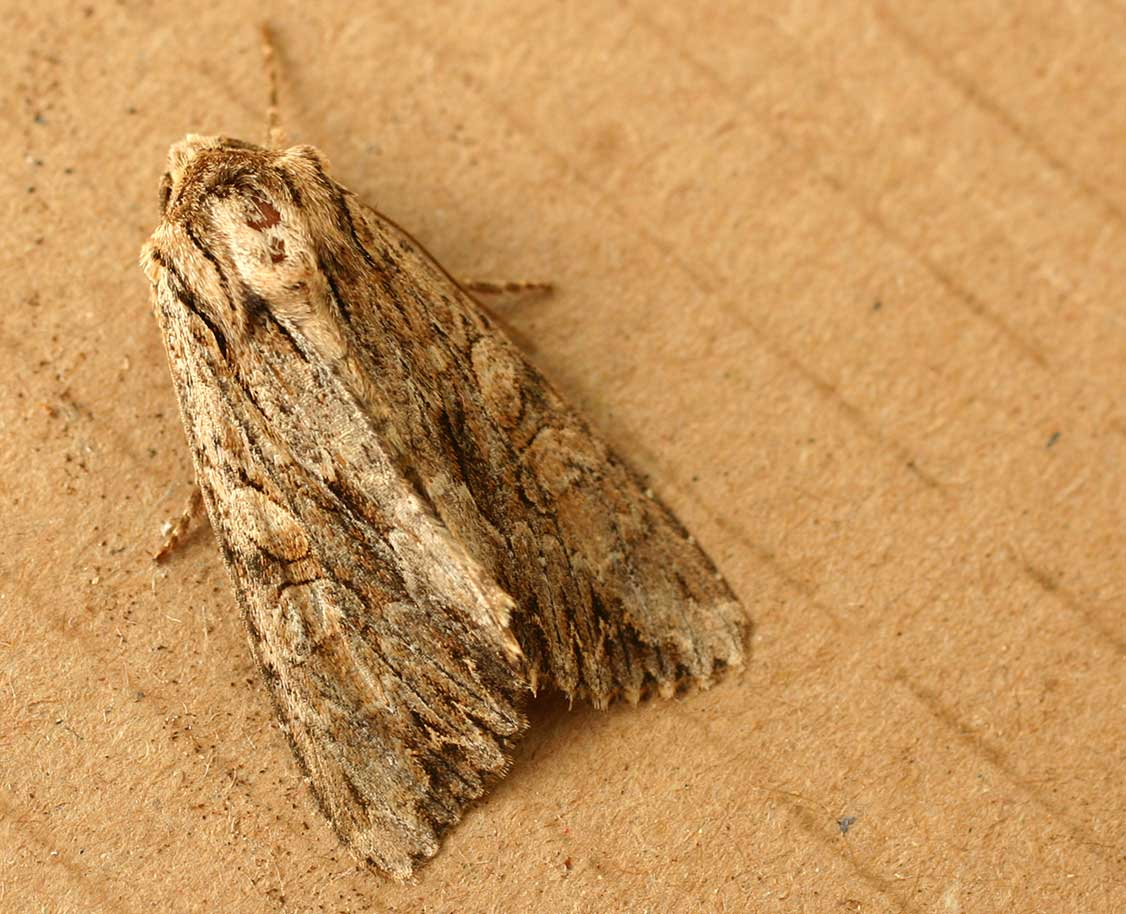
Apamea monoglypha (Xyleninae)
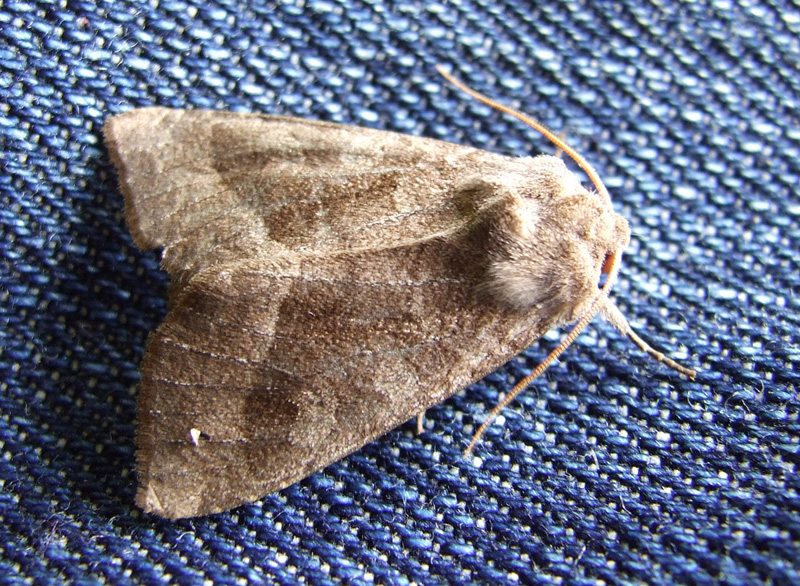
Hydraecia petasitis (Xyleninae)

## Распространённые виды
- Совка капустная (Mamestra brassicae), Hadeninae
- Совка сосновая (Panolis flammea), Hadeninae
- Металловидка гамма, или Совка-гамма (Autographa gamma), Plusiinae
- Совка озимая (Agrotis segetum), Noctuinae
- Совка стеблевая (Oria musculosa)